# 도동약수
도동약수(道洞藥水)는 울릉군 울릉읍 도동리 시가지에서 도보로 약 10분거리에 있는 약수이다. 약수터 입구에 안용복장군충혼비(安龍福將軍忠魂碑)와 김하우옹송덕비(金夏佑翁頌德碑) 등이 있으며, 우거진 수목을 찾는 흑비둘기·딱따구리 등 희귀한 새들도 서식하여 휴양지로서의 정취를 더해준다.

## 같이 보기
- 한국의 약수 목록
- 을릉도